# Dasymacaria
Dasymacaria là một chi bướm đêm thuộc họ Geometridae.